# Anna Stera-Kustucz
Anna Stera-Kustucz, née le 14 novembre 1974 à Duszniki-Zdroj, est une biathlète polonaise. 

## Carrière
Elle fait ses débuts en Coupe du monde en janvier 1993. Aux Championnats du monde 1993, elle obtient la médaille de bronze à la course par équipes en compagnie de Krystyna Liberda, Zofia Kiełpińska et Helena Mikołajczyk. Elle monte sur son premier et unique podium en Coupe du monde en terminant troisième de l'individuel de Nagano en 1997. Un an plus tard, c'est sur la même piste qu'elle termine sixième du sprint 7,5 km lors des Jeux olympiques. 
Elle court aussi aux Jeux olympiques de Salt Lake City en 2002, pour prendre sa retraite sportive à l'issue de cette saison.

## Palmarès

### Jeux olympiques
| Épreuve / Édition                   | Individuel | Sprint | Poursuite                        | Départ en masse                  | Relais |
| Jeux olympiques 1994 Lillehammer    |            | 62e    | Épreuve inexistante à cette date | Épreuve inexistante à cette date | 11e    |
| Jeux olympiques 1998 Nagano         | 17e        | 6e     | Épreuve inexistante à cette date | Épreuve inexistante à cette date | 13e    |
| Jeux olympiques 2002 Salt Lake City | 54e        | 43e    | 43e                              | Épreuve inexistante à cette date | 10e    |

### Championnats du monde
| Épreuve / Édition                 | individuel                       | Sprint                           | Poursuite                        | Départ en masse                  | Relais                           | Course par équipes               |
| Mondiaux 1993 Borovets            | 66e                              |                                  | Épreuve inexistante à cette date | Épreuve inexistante à cette date |                                  | Médaille de bronze, monde        |
| Mondiaux 1995 Antholz Anterselva  | 53e                              | 32e                              | Épreuve inexistante à cette date | Épreuve inexistante à cette date | 15e                              | 9e                               |
| Mondiaux 1996 Ruhpolding          | 23e                              | 33e                              | Épreuve inexistante à cette date | Épreuve inexistante à cette date | 13e                              | 11e                              |
| Mondiaux 1997 Osrblie             | 17e                              | 30e                              | 36e                              | Épreuve inexistante à cette date | 14e                              | 7e                               |
| Mondiaux 1998 Pokljuka Hochfilzen | Épreuve inexistante à cette date | Épreuve inexistante à cette date | 11e                              | Épreuve inexistante à cette date | Épreuve inexistante à cette date | 12e                              |
| Mondiaux 1999 Kontiolahti Oslo    | 31e                              | 39e                              | 29e                              | -                                | 7e                               | Épreuve inexistante à cette date |
| Mondiaux 2001 Pokljuka            | 69e                              | 52e                              | LAP                              | -                                | 15e                              | Épreuve inexistante à cette date |

Légende :

 : troisième place, médaille de bronze

LAP : a pris un tour de retard

 : épreuve inexistante à cette date

— : pas de participation à cette épreuve.

### Coupe du monde
- Meilleur classement général : 27e en 1999.
- 1 podium individuel : 1 troisième place.

#### Classements annuels
| Année | Classement général final |
| 1996  | 31e                      |
| 1997  | 38e                      |
| 1998  | 33e                      |
| 1999  | 27e                      |
| 2001  | 77e                      |
| 2002  | 46e                      |

### Championnats d'Europe
- Médaille d'or du sprint en 1997.
- Médaille de bronze de l'individuel en 1996.